# Русский в Англии: Самоучитель по беллетристике
«Русский в Англии: Самоучитель по беллетристике» — книга Бориса Акунина. Мастер-класс творческого письма в десяти уроках, сборник новелл и историко-литературных эссе.

## Содержание уроков

### Урок первый. Выбор темы
Исторические персонажи: королева Англии Елизавета, начальник разведки и контрразведки Англии Уолсингэм, Иван IV Грозный, русский посланник Федор Писемский, подьячий Епифан Неудача; Мария Хастингс, сестра графа Хантингтона, «княжна Хантинская».
События происходят в 1583 году.

### Урок второй. Прямая речь.
Исторические персонажи: Петр первый, епископ Солсберийский Джилберг Бернет, адмирал Джон Бенбоу, Маркиз Кармартен, Летиция Кросс.
События происходят в 1698 году.

### Урок третий. Перевоплощение
Исторические персонажи: граф Семен Романович Воронцов, Екатерина Сенявина, Уильям Питт младший.
События происходят в 1783 году.

### Урок четвёртый. Хлопоты любви
Исторические персонажи: морской офицер Павел Чичагов, начальник Чатемского порта Чарльз Проби и его дочь Элизадет Проби, граф Семен Романович Воронцов, граф Кушелев, император Павел.
События происходят в  1797-1811 годы.

### Урок пятый. Симпатия к персонажам
Исторические персонажи: Александр Иванович Герцен, Николай Платонович Огарев, Наталья Тучкова, Павел Александрович Бахметев. 
События происходят в  1857 году.

### Урок шестой. Антипатия к персонажам
Исторические персонажи: Александр Иванович Герцен, Николай Платонович Огарев, Наталья Тучкова, Николай Гаврилович Чернышевский. 
События происходят в 1859 году. 

### Урок седьмой. Действенный анализ
В уроке описаны вымышленные литературные персонажи включая Эраста Фандорина.

### Урок восьмой. Напугать читателя
Исторические персонажи: Джек Потрошитель.
События происходят после 1888 года.

### Урок девятый. Метафизика. Отрыв от реальности.
Исторические персонажи: Булгакова Елена Сергеевна, Хохлова Ольга Степановна, Андреас-Саломе Лу, Гала Дали.

### Урок десятый. Сбор материала. Финальное туше.
Исторические персонажи: Никифор Алферьв (Микифер Элфери), король Чарльз.